# 日本國鐵C62型蒸汽機車
日本国铁C62型蒸汽機車（日语：／ Kokutetsu C62gata jyōkikikansha），是日本國有鐵道的一种干线客運煤水車式蒸汽機車。

## 概述
本型机车共计49台，全部在1948年至1949年期间制造完成。这些机车起初是以D52型蒸汽機車的改造车名义制造，各制造厂生产情况如下：日立製作所21台、川崎車輛（現川崎重工業）15台、汽車製造13台。由于本型机车的牵引力以及重量，其多被用於牵引東海道本線、吴线、山陽本線等干线上走行的優等列車，其亦是全日本最大最強的客運蒸氣機車，暱稱為（Shirokuni,“C62”的片假名发音）。另外，其也作为松本零士的漫画作品《銀河鉄道999》当中出现的主要列车「999号」的牵引机车原型而广为人知。

## 改造始末
第二次世界大战期间，日本国铁（时隶属于运输省）拥有大量D51型蒸汽機車和D52型蒸汽机车，这些机车作为货运蒸汽机车，当时用于运输战时货物。然而随着战争结束导致的军事运输停办和工業生產下降，货运需求暴跌，因此大多数货运机车成为了冗余。在另一方面，由于生活物资需要购买、且需要从战区及殖民地进行复员及撤军工作，在此影响下客运需求骤增，让早在战争期间停产的客运蒸汽机车在运用上更是捉襟见肘。
这种情况在干线上尤为严重，作为大型客运蒸汽机车的C57型蒸汽機車、C59型蒸汽機車在仓促增备后仍不能满足需求。另外，作为机车燃料的煤炭因其质量有所下降，致使机车的性能也有所下滑。为弥补这些问题，日本铁路当局决定继续制造更大、性能更强的重型客运机车。然而由于盟军司令部的政策以及日本国内物资奇缺的现状，新造机车变得尤为困难。
听取了盟军军官的建议后，日本铁路当局注目于部分冗余的货运机车，以“改造”的名义利用这些机车的锅炉改造成为客运机车，锅炉以外的部分沿用客运蒸汽机车C57和C59的设计，这便是本型的由来。实施改造的目的之一是挽救生产C57和C59（战后型）而订购的部件材料，这些部材因日本国内财政困难，机车订单取消而闲置。在此之外，通过切割铸造底架强行容纳的2轴从动转向架的设计，以及本型机车只生产了49台这种比上不足比下有余的数量，也是因为延用了C57和C59的部材导致的。另外，由于这些机车使用的D52型锅炉都是在战时生产，在性能上并不可靠，因此除了一些早期的报废机车，其余机车在后来换成了新造的锅炉。
至于坊间所传关于盟军出台通货膨胀抑制政策（道奇路线）的指示，已经是本型机车与C61型登场后的1949年（昭和24年）2月的事情，因此不存在联系。
因此，D51型改造成为了C61型，D52型改造成为了C62型。具体来看，C61的使用定位与C57类同，属于乙级线路规格的机车；C62的改造则是旨在代替C59型在特别甲级线路上牵引特急列车以及急行列车。

## 构造
机车全长21.48米（含煤水车）、总重145.17吨，走行部与C59为基础，动轮直径为1750毫米，与C59同为日本最大的机车动轮。轴配置因既有2C1（2对导轮-3对动轮-1对从轮，即4-6-2）式车轮配置（即“太平洋”型，参见胜利型蒸汽机车）超出了特别甲级线路承载的轴重上限（16.08吨），因此改为2C2（2对导轮-3对动轮-2对从轮，即4-6-4）式车轮配置（即“哈德孙”型）以缩减轴重。还有8台机车（C62-19~21及45~49）以轻轴重型式制造，即从轮转向架的支点有变导轮转向架弹簧个数从16个增加到了17个，弹簧系数的变化使得轴重可以缩减至甲级线路的14.9吨。另外还有一些业已完工的机车在配属机务段变更期间也实施了轻轴重化，数量与前述8台合计26台。这些轻轴重型机车运用于白河站以南的东北本线以及仙台站以南的常磐线上，另外在末期，受线路电气化影响，余下的通常型改造为了轻轴重型，改运用于有轻轴重型需要的函馆本线上。在阀动装置上使用国铁惯例的华尔夏特阀动装置（即华式阀:124），但标准装备了回动机。
有一种说法是轻轴重型为防止空转，在气缸内装有气缸套藉此压缩内径。但早期轻轴重型改造后的机车并没有内径压缩，1953年（昭和28年）发行的《铁道技术发达史》当中，除了轴重变更之外没有提及别的。另外最初转配函馆本线运用的C62-3也仅仅进行了轻轴重化工程，而且在其它转配机车里没有内径压缩的记录，司机也没有在使用感上感到不同的记录。出现这种说法被认为或许是将同为D52形改造而来的D62形的例子混为一谈。
由于本型机车使用了库存闲置的部材，考虑到夹具以及生产线，因此本型与C59型一道指定日立制作所笠户工厂（计21台，C62-1~21）以及川崎车辆兵库工厂（计15台，C62-22~36）制造。此后，由于车辆需求变化，汽车制造大阪制作所的C61型订单取消，又追加指定该厂制造（计13台，C62-37~49），此包含有作为弥补订单取消的救济补偿之意。是以，由于担当作为原型车的C62-1~4之生产任务，日立制作所反响强烈，因此日立的量产机车以及川崎的量产机车皆准此反映制造。与之相对，汽车制造所担当的C62-37及以后的机车在设计上基本与C62-36及以前的机车相通，但同时在汽包、砂箱盖及气门装置有所调整，还融入参加了C59型设计的高田隆雄等该社技术团队的美学设计，因此它拥有与日立及川崎所制造的车截然不同、具有强烈个性的外观。
至于锅炉，因为其是自D52形改造而来，在炉胴尺寸上与之相同，煙管长5,000毫米，且附有燃烧室。
机后所连结的煤水车形式与当初C59型（战后型）所用相同，为全焊接构造的船底形车体、可装载煤块10吨及水22吨的10-22形。在C62-2~4中，作为测试，将作为旧满铁使用的部材改用，装载了自动加煤机，并随后取得了很好的成绩。因此，日本国铁・汽車製造・大发工业共同开发，将動力部安装至机车，故C62-5及以后的机车将配备自动加煤机制式化、煤水车变更为10-22S形（S代表Stoker，即加煤机）。但是、初期製造的部分由于自动加煤机完成较晚、在未搭载的情况下便开始在籍运用。所谓自动加煤机、乃是先以螺旋杆将煤槽中的煤炭送往分配台，再沿着分配台导棱，利用蒸汽将其均匀吹入火室的机械装置:93。
另外，本型车由于装载了自动加煤机使得驾驶室变高，在乘务员中也存在着“脑袋恨不得要卡天井里了”的言论。
在使用加煤器的前提下，本型所定的燃烧率为600kg/m2，此时最大马力为1,620PS，仅次于其母型D52形的1,660PS，为日本国内历代第二。另外在動輪周馬力方面，本型相较于C59型，达到了压倒性的1.2倍以上高马力。相对于C59型，C62型额定值的负载更低，并且具有更好的锅炉效率。实际上，在新造開始后立即实施于山陽本線糸崎（丝崎）至八本松区间的性能比较实验中，相比于在锅炉未搭载燃烧室的長煙管战前型C59型，在同一条件下煤炭消耗量取得了节约20%以上的好成绩。

## 配属及运用
本型号的49台机车在刚出厂之时大多就近配属于对应的机务段（机关区，下文皆以机关区示意）。其原因似乎在于因完工不久自动加煤机的研制尚未完成，许多机车并未立即配备；另外还可以在交付后找出设计中存在的缺陷，及让负责运用的乘务员及各机务人员的熟练掌握机车的使用及整备。
具体来说，日立生产的21台机车里，除了配属滨松机关区的C62-6以及配属于宇都宫机关区的3台后期轻轴重型机车（C62-19~21）外，余下17台机车分属于冈山以西的各机关区；川崎生产的15台机车里，除了配属滨松机关区的C62-28以外，其余14台机车分属于下关至梅小路间东海道及山阳本线的各机关区；汽车制造生产的13台机车里，除了配属尾久机关区的5台后期轻轴重型机车（C62-45~49）外，其余8台分散配属冈山、宫原、梅小路三所机关区。

### 东海道本线·山阳本线（含吴线）
原型41台机车起初分属于静冈、滨松、梅小路、宫原、姬路第二、冈山、丝崎、广岛第二、下关机关区，并开始同东海道本线与山阳本线上既有的C59型一道共同运用。具体情况如下：
| 机关区   | 机车号段 | 机车号段 | 机车号段 | 机车号段 | 机车号段 | 机车号段 | 机车号段 | 合计台数 |
| -------- | -------- | -------- | -------- | -------- | -------- | -------- | -------- | -------- |
| 静冈     | 5        |          |          |          |          |          |          | 1        |
| 滨松     | 6        | 28       |          |          |          |          |          | 2        |
| 梅小路   | 31       | 32       | 34       | 40       | 43       | 44       |          | 6        |
| 宫原     | 35       | 36       | 41       | 42       |          |          |          | 4        |
| 姬路第二 | 29       | 30       | 33       |          |          |          |          | 3        |
| 冈山     | 17       | 24       | 25       | 37       | 38       | 39       |          | 6        |
| 丝崎     | 2        | 3        | 4        | 8        | 12       | 15       | 22       | 7        |
| 广岛第二 | 1        | 7        | 9        | 14       | 26       |          |          | 5        |
| 下关     | 10       | 11       | 13       | 16       | 18       | 23       | 27       | 7        |

当初战争结束带来的经济困难仍在持续，因此这些列车多充当长编组急行及普通列车的本务机车。后为强化东北本线及常磐线的输送能力，待至1949年（昭和24年）6月，初期制造批次当中的11台机车（C62-7 ~11、22~24、37~39）在改造为轻轴重型后转配至尾久、宇都宫、白河、水户机关区。
随着1950年（昭和25年）10月1日的运行图调整（以下简称为调图），东京至大阪间走行的特急列车“燕（日语：／ Tsubame）”、“鸠（日语：／ Hato）”的运行时长缩短至8小时，相较于之前缩短了1小时。就此也需要对既有的运行曲线以及列车的换算辆数重新斟酌。经论证得出，既有的C59型已经在性能上达到了极限，已不再适合继续既有的牵引任务。因此，日本国铁将原来在东海道本线及山阳本线上运用的各C62型集中配属于滨松、名古屋、梅小路、宫原4所机关区，其中车况较好者集中与宫原、滨松2处，从当时还未电化的滨松——京都区间到战前业已电气化的大阪站之间，充当列车牵引的本务机车。另外在宫原机关区所配属的机车中，为区别各机车中以C62-29及35为首的车况优良者、车况普通者、以C62-2为首的车况不佳者，用改变机车号段铭板颜色的方式将其分为三组，以车况优良者开始优先牵引急行以上的旅客列车。
以如上这般的特急列车牵引运用方式，本型机车的性能不遗余力地得到了发挥，此亦对列车运行时长有所裨益。据说尤其是在宫原机关区，乘务员在焚火作业中通过控制自动加煤机（受螺旋导杆旋转加煤的构造制约，加煤时容易出现煤屑）的使用多以人力加煤、有效减少了对于乘客极为头疼的煤烟（从烟筒排出的煤炭烟气）产生。不过，考虑到本型机车较大的炉床面积以及通过关原等恶劣线路条件区间时需要的燃料量，可以推察对于机车乘务员来说是极大的工作量。
随着东海道本线的电化区间向西电化至名古屋、稻泽、米原，以本型机车为首的本线用蒸汽机车运用区间越来越短。不过在非电气化区间，仍用于牵引特急“燕”及“鸠”，并且在1954年以后配属名古屋、宫原机关区的部分机车还加装了重油助燃装置，使得特急“燕”及“鸠”的列车牵引定数从500吨上升至550吨。这种情况一直持续至1956年（昭和31年）11月19日调图，东海道本线全线电化完成，全区间的牵引任务让渡于EF58型电力机车。
在东海道本线电化的同时，原本运用于该线的本型机车当中，有7台（C62-2、3、27、30、32、42、44）在改造为轻轴重型后转配至后文提及的北海道，其他大多转配至梅小路、广岛第二乃至下关机关区，并与C59型一道在以山阳本线为主的运用区间牵引一些当时具有代表性的优等列车。诸如京都至博多间的特急“鸥（日语：／ Kamome）”以及寝台（即卧铺）特急“朝风（日语：／ Asakaze）”、“幸风（日语：／ Kamome）”、“隼（日语：／ Hayabusa）”、“瑞穗（日语：／ Mizuho）”；急行“雾岛（日语：／ Kirishima）”、“筑紫（日语：／ Tsukushi）”、“云仙（日语：／ Unzen）”、“阿苏（日语：／ Aso）”等。另外在1958年（昭和33年）8月14日岩国市附近的道口，牵引上行特急“鸥”的C62-4与驻日盟军的拖头相撞事故，随后在1960年（昭和35年）1月27日废车除籍，成为本型机车中最早退役者。
1956年（昭和31年）11月19日调图后，开行了寝台特急“鸥”，此意味着山阳本线走行的优等列车有所增强。本型机车开始作为“鸥”的本务机车，此后因1959年（昭和34年）7月20日调图后寝台特急“樱（日语：／ Sakura）”开行，20系客车大量增备，该型机车也在姬路至下关间多担当牵引此客车的任务。但是随着特急“鸥”在1961年（昭和36年）改用キハ82系柴联车，不再需要机车牵引；寝台特急及急行列车的牵引区间随着电气化依次缩短至姬路站、冈山站，最终直抵广岛站以西；1964年（昭和39年）10月1日山阳本线全线电化的影响，本型机车的定期特急运用一度停止。原配属于下关机关区的所有机车也在电化完成的前日（即9月30日）以牵引当日诸类上行列车的方式相继抵达广岛，旋即转配广岛机关区（旧广岛第一机关区）及广岛运转所（旧广岛第二机关区）。广岛机关区及广岛运转所的属车担当急行“音户（日语：／ Ondo）”广岛至下关区间等还未电气化的山阳本线西部及岩德线部分列车的牵引。由于负责自1965年开始以特别甲级线路标准整修、作为山阳本线辅助线路的吴线，原广岛机关区及广岛运转所的属机又相继转配仍保有蒸汽机车配置区的丝崎机关区，与C59型一道在丝崎及广岛区间牵引诸如急行“安艺（日语：／ Aki）”等经由吴线的列车。好景不长，随着原急行“音户”广岛至下关区间的牵引任务在1966年（昭和41年）9月后改由电力机车执行，原岩德线运用区间在1967年（昭和42年）改为D51型执行，广岛机关区及广岛运转所属车全废，保有数量大减。1968年（昭和43年）10月1日调图后，本型机车在吴线直通列车以外的山阳本线运用，除1列丝崎至广岛的下行列车及一部分临时列车顺便自丝崎机关区回送机车外全部终止。
至于说在吴线的运用，1967年（昭和42年）10月1日（见后文）常磐线电化后，剩下的5台轻轴重型机车（C62-23、37、46 ~48）自当年10月上旬开始相继自平机关区转配至丝崎机关区，以置换在该机关区退役的5台重轴重型机车（C62-5、14、18、25、34）。不过，由于并未将轻轴重型改造为重轴重型便直接运用，致使牵引吴线内单机牵引定数足足12节、编组重量达460吨的急行“音户”时，在连续坡度达到16‰左右的安登站周边频频空转。因此，本型机车不论轻轴或重轴，自1969年1月开始全部运用分离，开始牵引编组重量较轻的急行“安艺”，而“音户”等编组较重的列车的牵引任务则交给轴重较重的C59型。同年，轻轴重型的3台机车（C62-46~48）由于检查期限的原因退役；1970年（昭和45年）3月，C62-41因达到检查期限而退役。因此，丝崎机关区中的其余本型机车运用紧张，导致出现了一部分旅客列车牵引任务交由D51型进行的情况。1970年（昭和45年）8月，吴线电化完成，自当月22日开始，当中一部分蒸汽机车与电力机车重联运行，一度实行“电蒸运转”，其旨在进行训练，当年9月15日起上行“安艺”等牵引任务由电力机车单独完成。本型机车在山阳本线及吴线最后运用至1970年（昭和45年）9月30日。到最后仍在运用的5台机车里，其中两台（C62-15及16）移交至小樽筑港机关区，C62-17经稻泽第一机关区送至名古屋市内静态保存，因常磐线电化转配来的（C62-23及37）则退役，丝崎机关区再无本型机车。至此，自C62-1出厂历经22年，本型机车在东海道本线及山阳本线地带运用的历史画上了句号。

### 东北本线及常磐线
先是，1949年（昭和24年）3至4月出厂的8台轻轴重型机车业已分散配属于尾久（5台：C62-45~49）与宇都宫机关区（3台：C62-19~21）。另外在山阳本线沿线各机关区中出厂配置的初期车当中，有11台机车在改造为轻轴重型后，在当年6月前转配尾久（2台：C62-38及39）、宇都宮（1台：C62-8）、白河（3台：C62-9~11）、水户（5両：C62-7、22~24、37）各机关区。是以，东京以北区间运用C62型机车的历史由这19台机车开始。
运用开始后半年，在1949年末到1950年（昭和25年）9月期间，原尾久、宇都宫、水户三所机关区的机车转配至白河机关区及平机关区。其中转配于白河机关区的有11台机车（C62-8 ~11、19~23、37、38），转配平机关区的有8台机车（C62-7、24、39、45~49），前者的运用以东北本线白河以南的急行列车及长交路普通列车为中心，而后者运用以常磐线平以南的急行列车及长交路普通列车为中心。尔后，随着东海道本线电化工程的推进，1955年（昭和30年）之后C59型开始转配宇都宫机关区运用于白河以南的东北本线，后又因运用区间扩大至仙台以南，又转配至白河、福岛第一、仙台机关区。本型机车在C59型转配至东北本线前的1954年（昭和29年）9 至11月期间，原配属于白河机关区的机车转配至尾久机关区开始以常磐线为中心运用，交路亦向北延伸至仙台。且迄至60年代初，本型机车还牵引了在早晚高峰期间进入东京站（准确来说这些列车的始发终到站为新桥站）的常磐线普通列车。另外，还有牵引临时列车进入高崎线的情况。
本型机车在1958年（昭和33年）10月1日调图后提用于担当新开行的特急“初雁”在上野至仙台间的本务机车。因此将平机关区的2台机车（C62-7及39）转配至担负“初雁”机车运用的尾久机关区。且为牵引特急列车做准备，C62-7、10、11、20、22、37的回动机从动力回动及改造为手动螺旋回动机。至于其余维持原貌的C62-8、9、19、23、38、39以及平机关区的配置車（C62-24、45~49），因整备时发现的问题，将回动机驱动部的罩子撤去；又因上野至仙台间机车的不换挂运用，尾久及平机关区所属的机车又在煤水车煤槽上增加了护板以增加煤炭搭载的储量。特急“初雁”在开行仅仅2年后的1960年（昭和35年）12月10日，就改用新研发的キハ80系柴联车执行客运任务，受此影响，本型机车的特急运用一度消失。不过，其后来又继续配属尾久与平机关区且受到重用，担当牵引“陆奥”、“十和田”等急行列车的主力机车。
好景不长，随着1963年（昭和38年）常磐线平站（今磐城站）以南交流电化工程的完工，原配属于尾久机关区的本型机车运用交路全部交由EF80型电力机车。因此本型机车在常磐線系统中的运用，仅剩下平至仙台区间。后因国铁部门探讨东北本线仙台至青森间旅客列车的增强以及C60型从东北本线转配奥羽本线的可能，在电化进程中剩下的尾久机关区中的一部分机车（C62-7、8、9、11、19、20）经水户机关区转配仙台机关区；同样的目的下C62-42也从小樽筑港机关区转配至仙台。一时间，作为代替原有C60型及C61型而运用的本型机车开始活跃于平至仙台区间，牵引急行“十和田”往来一对车及急行“奥入濑”。不过本型机车在配置仙台机关区后，在车辆管理方面因燃料及润滑油费用上涨而饱受批评；在工务维护方面，由于当时在长町至盛冈区间运用着自重比本型机车大得多的D62型，另外本形式与轴重相近的C60型运用到了青森，大自重机车在线路运行增加，对线路也有危害之虞；加之DD51型内燃机车开始量产，并在仙台以北正式开始运用。受此影响，配属于仙台机关区的本型机车在原一度转配的C60型重回之后相继退役，4台机车（C62-8、19、20、42）退役于1964年（昭和39年），余下3台机车（C62-8、19、20、42）在1964年度中退役。
在此之后，由于1965年时盛冈站电化改造，作为急行“北斗”升格、由20系客车担当客运的特急“夕鹤”（5、6列车）为缩短运行时长改经由常磐线，本型机车被提用于担当列车交路中尚未电化的平至仙台区间的本务机车。此后至本型机车全部退役之前，配置有本型机车的线路区间再未有新开行的寝台特急列车，是以“夕鹤”是本型机车最后牵引的定期开行寝台特急列车。
另外，由黑田保美设计的特急“夕鹤”的列车铭板（即在列车两端所挂的镌刻有列车爱称的看板）也公诸于世。在之后由黑田本人证实，“以夕阳为背景飞翔的鹤”这一铭板图案的设计思路，的确是想着此列车既然是最后的蒸汽机车本务特急，在装到机车前端时也要最为夺目协调。其回忆到，在列车尚在开行计划的时候其根据列车重量及经由路线推定本务机车定是C62型，此正合其意。
在新开行时“夕鹤”车底使用当时最新且轻量构造的20系客车，现车编组13节、換算41节、总重合计410 t ，算是较轻的编组了，在基于新造时性能检查制成的运行图里，其运用应该是不成问题的。不过在列车开行的时候，C62型的车龄已经有16年了，尤其是往平机关区配置的12台机车，没有一台机车的车况可以说好。因此对于比较平坦的常磐线来说，自平至仙台间150千米需要不停车从头跑到底长达2小时15分（上行图定速度约67km/h），运行图又是基于车辆刚出厂时候查定的性能排图，“夕鹤”准确按照运行图运行可谓难事。考虑到此节，列车开行前的1965年9月，日本国铁利用品川客车区配置的20系备用车12节连为编组，在田端调车场与青森站之间按照“夕鹤”的时刻进行了试运行。试运行的结果是，发热量约6,500kcal/h，另外这些煤炭都是从夕张、常磐、筑丰等多种产地不同质量的混杂在各机关区使用，其火力自然不足，很难按照时刻运行。因此在营业开行之时，为了“夕鹤”（SL甲組 仕業番号1）的运用，日本国铁特地使用了将北海道夕张产高热低尘的优质粉煤与树脂混合塑形，被乘务员称为“特级（与“急”音同）块煤”、发热量高达8,000kcal/h的甲种精炼煤，以提高机车的性能；并且在排图方面也最大限度活用，预先设定了3%的空余时间。藉此，日本国铁艰难地维持着特急的运行。
最终，在本型机车垂垂老矣、将要达到使用年限之时开始运用的特急“夕鹤”，因上述区间电化，在列车开行2年后的1967年（昭和42年）10月1日，该区间的本务机车改由ED75型电力机车担当。值得一提的是，电化工程早在当年7月30日完成，尔后急行客车以及一部分普通列车依次交由ED65型牵引，特急“夕鹤”自8月20日开始，下行的5列列车的本务机车改用为ED65型，牵引上行6列列车的本型机车通过203次列车自平回送至仙台。然而，由于9月中旬线路发生泥石流灾害，电化中改用新线的区间不通，只得将列车重新经由非电化的既有线路。受此影响，在线路抢修作业的1周间，特急“夕鹤”所有列车皆由本型机车牵引。此后，下行的5列列车的本务机车继续由ED65型担当，在调图前夕的9月30日及之前，上行6列列车的本务机车仍为本型机车。
尔后，到最后仍配属平机关区的12台机车中，5台状况较好的机车（C62-23、37、46~48）转配至吴线担当的丝崎机关区，状况差的6台机车（C62-10、22、24、38、39、45）在1967年（昭和42年）11月24日退役拆解。至于本型机车的末号车C62-49，起初因正在讨论保存事宜而一度在平机关区留存，但最后因为找不到下家最终在1968年（昭和43年）6月13日退役拆解。